# Mecha (medicina)
En medicina, se llama mecha el conjunto de muchas hebras de hilaza o una tira de lienzo ligeramente enrollada y de una longitud y diámetro proporcionados a la abertura que la debe recibir. 
Se introduce por una de sus extremidades en las heridas que penetran mucho con lo cual se evita la unión intempestiva de los labios de esta herida y aún se consigue una especie de filtración de materia que no puede sino ser muy favorable. Se introduce a veces untada con los medicamentos convenientes y otras seca. Por medio de ella se mantiene la comunicación entre las aberturas y en estas circunstancias las mechas hacen el oficio de sedales.
Las mechas se sustituyen regularmente a las torundas, tanto más, cuanto su uso no es tan peligroso. 